# Fleet Street

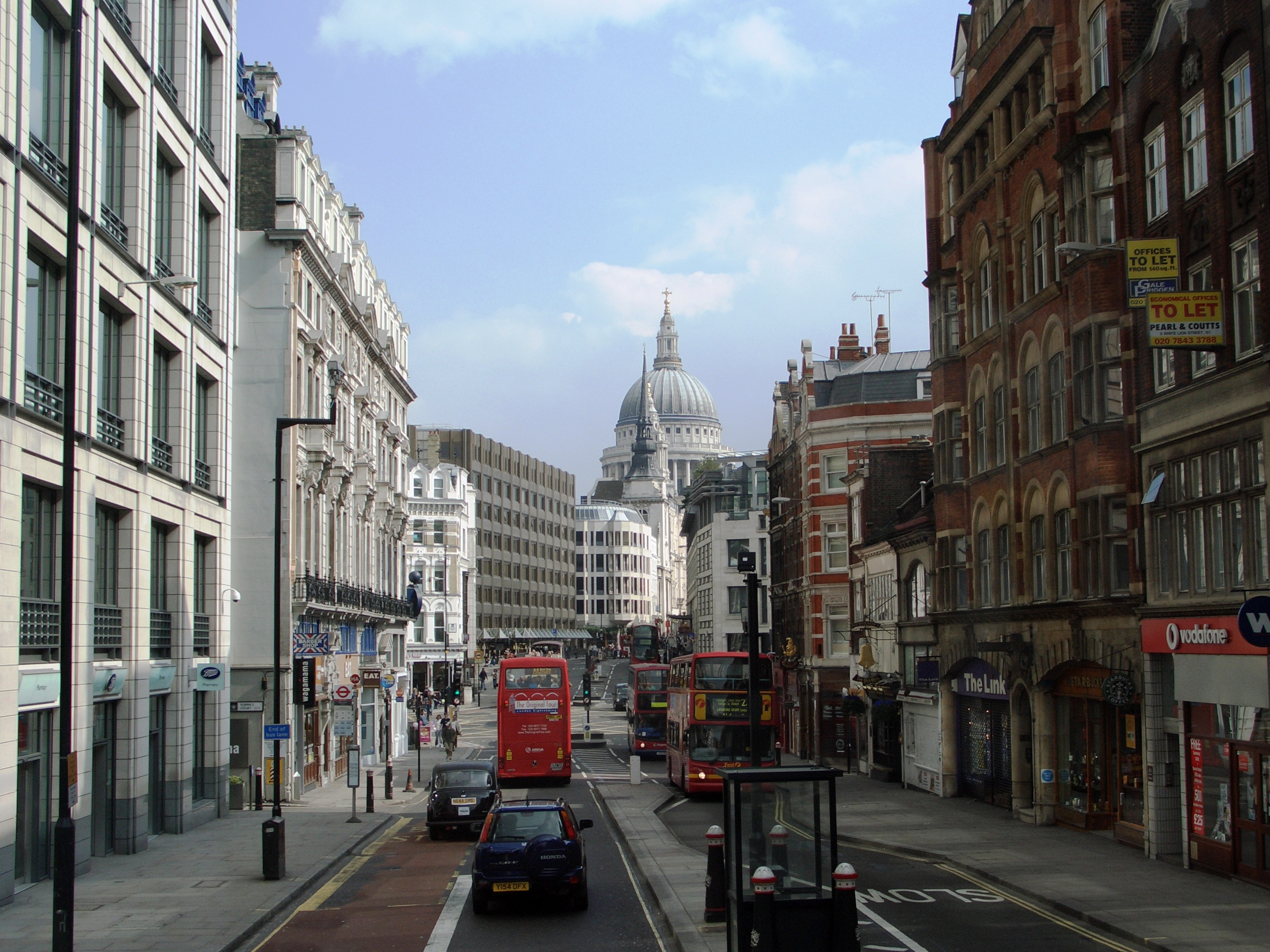
Die Fleet Street in London

Fleet Street ist eine Straße in der City of London, England. An ihrem westlichen Ende befindet sich der Grenzpunkt zur City of Westminster, die Temple Bar, an dem die Fleet Street zum Strand wird. Benannt ist die Straße nach dem Fluss River Fleet, der unter der Leitung von Joseph Bazalgette unterirdisch kanalisiert wurde. Obwohl die meisten großen Tageszeitungen und Nachrichtenagenturen unterdessen weggezogen sind, wird Fleet Street immer noch als Synonym für die britische Presse benutzt.
Fleet Street war seit dem 18. Jahrhundert traditionell die Heimat der britischen Presse. Bereits die erste Tageszeitung Englands, der Daily Courant, hatte ab 1702 ihren Redaktionssitz in einem Gebäude in der Fleet Street. In den nächsten fast 300 Jahren gesellten sich viele weitere Zeitungen und Nachrichtenagenturen hinzu. 
Der Schriftsteller Michael Frayn, dessen Roman Gegen Ende des Morgens (1968) als der Fleet-Street-Roman bezeichnet wird, schreibt, dass mit Fleet Street „nicht nur die Straße gemeint [war], sondern das ganze dichtbesetzte Viertel“. Frayn nennt unter den hier ansässigen Zeitungen beispielsweise den Daily Dispatch, Daily Herald (Endell Street), Daily Telegraph, Evening News, Evening Standard, News Chronicle (Bouverie Street), Manchester Guardian, Morning Leader, News of the World, Sunday Express, Observer (Tudor Street) und die Westminster Gazette.
Dies änderte sich erst, als der Medienunternehmer Rupert Murdoch 1986 mit dem Umzug seiner Pressegruppe nach Wapping begann. Heute sind in die Gebäude vor allem Anwaltbüros und Gerichtskanzleien eingezogen.